# Sleponěmota
Sleponěmota (také němoslepota, sleponěmost, němoslepost) je zdravotní handicap, který spočívá v kombinaci zrakového a řečového postižení při zachování sluchu. Sleponěmý člověk nemluví, nevidí, ale slyší. Jedná se o méně časté postižení, které se ale také vyskytuje.

## Příčiny
- úraz – Postižený ztratil jeden ze smyslů poraněním očí nebo krku, ve většině případů s tím, že jedno z postižení již měl. Někdy však dochází k tomu, že utrpěl postižení na obou smyslech.
- nemoc – Postižený už trpěl slepotou či němotou a o druhý smysl přišel důsledkem nemoci. Němý člověk, který přišel o zrak v důsledku těžké diabetické retinopatie nebo slepý člověk, který prodělal rakovinu hrtanu.
- vrozená vada – Není zcela běžnou příčinou, ale může se také vyskytnout, že důvodem sleponěmot je genetická porucha nebo vrozená vada.

## Život se sleponěmotou
Sleponěmý používá pro pohyb slepeckou hůl normálně jako slepí lidé. Nosí hůl bílou, protože červenobílá hůl je označením pro hluchoslepé a sleponěmota není natolik rozšířeným onemocněním. S okolím může komunikovat buď psanou formou nebo pomocí Lormovy abecedy jako hluchoslepí. Avšak i zde jde o rozšíření zrakového a sluchového postižení. Někteří mohou mít zbytky zraku, a tak mohou komunikovat za pomocí znakového jazyka.